# Diana Coca
Diana Coca (Palma de Mallorca, España, 1977) es una artista española que conjuga fotografía, performance y videoarte en torno a la relación entre el cuerpo y la reconstrucción de la identidad femenina a través de autorretratos.

## Formación
Desarrolla su carrera profesional entre Madrid y Pekín. Su formación profesional la ha desarrollado en diferentes países. Se licenció en Bellas Artes en 2003 en la especialidad de fotografía, en el departamento Arts and Humanity de la Universidad de Brighton, en Reino Unido. En 2004 recibió la beca de fotografía del Ministerio de Asuntos Exteriores de España para la producción artística de la Real Academia de España en Roma. Posteriormente, en su ciudad natal, se licenció en Filosofía en la Universidad de las Islas Baleares en Palma de Mallorca en 2009. Entre 2015 y 2017 realizó el máster en Investigación de Danza y Performance en el Centro Nacional de las Artes de la Ciudad de México, CENART.
Completa su formación con la participación en los programas de residencia Aula de Danza Estrella Casero de la Universidad de Alcalá de Henares y La Casa Encendida en Madrid en 2007, en el Internacional Center of Photography en Nueva York. En 2008 recibió la beca Matadero en Madrid, participó en el programa de Residencias Artísticas para Creadores Iberoamericanos en Oaxaca, Méjico, con el apoyo de la institución española de ayuda a la creación en el exterior AECID, del organismo mexicano Fondo Nacional para la Cultura y las Artes (FONCA) y CONCULTA (2009), y Three Shadows Photography Art Centre (Pekín, 2010).

## Desarrollo profesional
Fue reconocida con el Premio de la Fundació Pilar i Joan Miró de Mallorca (Palma de Mallorca) en el año 2009, y finalista en los certámenes Art Jove 2005 y 2004 organizados por el Gobierno de las Islas Baleares y en PhotoEspaña 2004.
Ha expuesto, entre otros, en el Centro de Cultura “Sa Nostra” (Palma de Mallorca, 2005), en el Museo de Arte Contemporáneo de Ibiza (Ibiza, 2006), en la Sala de exposiciones Canal Isabel II (Madrid, 2007), en el Deichtorcenter (Trienal de Fotografía de Hamburgo, 2008), en la Galería SKL (Palma de Mallorca, 2009), en el Sunshine International Art Museum (Pequín, 2010), en el Centro Cultural Correios Río de Janeiro, en el Centro Cultural Banco do Brasil y en el Instituto Cultural Mexicano en El Salvador (todas en 2011).
En 2012 Coca presenta la obra Voluntary Martyrdom, elaborada en 2012 en la ciudad china de Pekín a base de vídeo, monocanal, color y sonido participó junto a los artistas Michael Najjar, Francisco Ruiz de Infante y Amparo Sard, en la muestra, coproducida por Es Baluard Museu d’Art Modern i Contemporani de Palma y la Fundació Baleària. Posteriormente itinera en 2016 en la sala Es Polvorí de Dalt Vila en Ibiza. La exposición se inscribe en el programa "Es Baluard en moviment", creado con el objetivo de dar a conocer la colección del museo y sus programas, no sólo entre las Balears, también en el resto del Estado e internacionalmente.
En 2013 su obra forma parte de la programación del Festival Miradas de Mujeres de Baleares organizado por la asociación Mujeres en las Artes Visuales con el proyecto "Consumir preferentemente" junto a Ana Cabello y Dolores Sampol.
Su obra forma parte de colecciones de museos y entidades como la Real Academia de España en Roma, la Fundación Pilar y Joan Miró en Mallorca, el Consejo Insular de Mallorca, el Three Shadows Photography Art Centre de Pekín y Es Baluard Museo de Arte Moderno y Contemporáneo de Palma de Mallorca, entre otros.